# Anja Sonesson
Anja Louise Nordberg Sonesson, född 2 juli 1974 i Veberöds församling, Malmöhus län, är en svensk moderat politiker i Malmö och jurist. Från 2006 till 2014 var hon vice ordförande i kommunstyrelsen och kommunalråd i Malmö. 2006 efterträdde hon Thorbjörn Lindhqvist som moderat kommunalråd i Malmö, och valde att inte kandidera till posten vid 2014 års val. Efter valet 2014 blev hon istället vice ordförande i kommunfullmäktige.
Hon var under mandatperioden 2010-2014 ordförande för Polisnämnden i Malmö.
Nordberg Sonesson är juris kandidat från Lunds universitet.

## Uppdrag mandatperioden 2010-2014
Kommunalråd, Vice ordförande 
Kommunstyrelsen, Ledamot i partistyrelsen för Moderaterna, 
Ledamot i kommunfullmäktige, Ordförande för polisnämnden, 
Ledamot polisstyrelsen, Ledamot Mkb Fastighets Ab, 
Ledamot Mkb Net Ab, Ledamot represenationskommitén, 
Ledamot krisledningsnämnden, Ledamot nämnden för förvalt Holmgrens samt Löwegrens fond samt ombud kommunförbundet Skåne.